# Liste der türkischen Botschafter in Norwegen
| Ernennung Akkreditierung | Ständiger Vertreter  | Bemerkung | Ministerpräsident der Türkei | Regierungschef Norwegens | Posten verlassen |
| ------------------------ | -------------------- | --- | ---------------------------- | ------------------------ | ---------------- |
| 1. Jan. 1926             | Ali Haydar Aktay     | | Ali Fethi Bey                | Ivar Lykke               | 1. Jan. 1928     |
| 1. Jan. 1929             | Ragıp Raif Köseraif  | | Ali Fethi Bey                | Christopher Hornsrud     | 1. Jan. 1936     |
| 1. Jan. 1936             | Ragıp Raif Köseraif  | | Ali Fethi Bey                | Johan Nygaardsvold       | 1. Jan. 1938     |
| 1. Jan. 1946             | Süreyya Anderiman    | († 28. September 1959 in Tokyo) 30. Mai 1957 – 28. September 1959 Botschafter in Tokyo, Beging mit seiner Frau Selbstmord. | Recep Peker                  | Einar Gerhardsen         | 1. Jan. 1957     |
| 1. Jan. 1957             | Fuat Bayramoğlu      | (* 1912 † 1996) 1957–1959: Botschafter in Tokyo, 1959–1960: Botschafter in Bagdad, 1960–1962: Botschafter in Teheran, 1964–1967: Botschafter in Brüssel, 1967–1969: Botschafter in Rom, 1969–1971: Botschafter in Moskau.                                   | Adnan Menderes               | Einar Gerhardsen         | 1. Jan. 1959     |
| 1. Jan. 1959             | Behçet Türkmen       | (* 1899 Bursa † 16. Dezember 1968) 3. September 1953 27. März 1957: Staatssekretär für Millî İstihbarat Teşkilâtı, 1957–1959: Botschafter in Bagdad, | Adnan Menderes               | Einar Gerhardsen         | 1. Jan. 1960     |
| 1. Jan. 1960             | Beşir Balcıoğlu      | († 2. Juni 1978 in Madrid) wurde mit seiner Frau Necla Kuneralp in seinem Dienstwagen von der Asala erschossen. | Cemal Gürsel                 | Einar Gerhardsen         | 1. Jan. 1964     |
| 1. Jan. 1964             | Osman Derinsu        | | İsmet İnönü                  | John Lyng                | 1. Jan. 1968     |
| 1. Jan. 1968             | Cihat Rüştü Veyselli | | Suad Hayri Ürgüplü           | Per Borten               | 1. Jan. 1971     |
| 1. Jan. 1972             | Cahit Hayta          | | Ferit Melen                  | Lars Korvald             | 1. Jan. 1976     |
| 1. Jan. 1976             | Erdem Erner          | | Süleyman Demirel             | Odvar Nordli             | 1. Jan. 1980     |
| 1. Jan. 1980             | Haluk Özgül          | | Bülent Ulusu                 | Odvar Nordli             | 1. Jan. 1984     |
| 1. Jan. 1984             | Şefik Ferman         | | Turgut Özal                  | Gro Harlem Brundtland    | 1. Jan. 1986     |
| 1. Jan. 1986             | Üstün Dinçmen        | | Turgut Özal                  | Gro Harlem Brundtland    | 1. Jan. 1988     |
| 1. Jan. 1988             | Erol Celasun         | | Turgut Özal                  | Gro Harlem Brundtland    | 16. Dez. 1989    |
| 6. Dez. 1990             | Ömür Orhun           | | Yıldırım Akbulut             | Gro Harlem Brundtland    | 21. Apr. 1995    |
| 1. Jan. 1994             | Burhan Ant           | | Tansu Çiller                 | Gro Harlem Brundtland    | 1. Jan. 1997     |
| 1. Jan. 1997             | Osman Korutürk       | (* 22. November 1944) 1996–1997: Botschafter in Teheran, 2000–2003: Botschafter in Berlin, 2003–2005: Sonderbeauftragter für den Irak, 2005–2009: Botschafter in Paris                                                                                      | Mesut Yılmaz                 | Kjell Magne Bondevik     | 1. Jan. 2001     |
| 1. Jan. 2001             | Berhan Ekinci        | | Bülent Ecevit                | Kjell Magne Bondevik     | 1. Jan. 2004     |
| 1. Jan. 2004             | Mehmet Görkay        | (* 26. März 1944, Istanbul) 1994–1996: Botschafter im Senegal, 1996–1998: Botschafter in Serajewo, Bosnien, 2002–2004: ständiger Vertreter bei der Welthandelsorganisation                                                                                  | Recep Tayyip Erdoğan         | Kjell Magne Bondevik     | 1. Jan. 2008     |
| 1. Apr. 2008             | Hayati Güven         | (* 19. Oktober 1948, Bursa) 2000–2004: Botschafter in Nord-Nikosia, 2012–2013: Botschafter in Santiago de Chile. | Recep Tayyip Erdoğan         | Jens Stoltenberg         | 21. Dez. 2011    |
| 2012                     | Ayşe Zeybek          | Geschäftsträgerin | Recep Tayyip Erdoğan         | Jens Stoltenberg         |                  |
| 16. Jan. 2012            | Şanıvar Olgun        | (* 1954 in Yozgat) 2004–2006: Botschafter in Litauen, 2012: Botschafter in Havanna, | Recep Tayyip Erdoğan         | Jens Stoltenberg         | 1. März 2014     |
| 1. März 2014             | Esat Şafak Göktürk   | (* 28. August 1957 in Bonn) 1996–1999: Generalkonsul in Frankfurt. 1999–2001: Stellvertretender Ständiger Vertreter bei den Vereinten Nationen, 2005–2009: Botschafter in Kairo, 2009–2011: Botschafter in Singapur, Seit 1. März 2014 Botschafter in Oslo. | Recep Tayyip Erdoğan         | Erna Solberg             |                  |